# Schaler (Adelsgeschlecht)

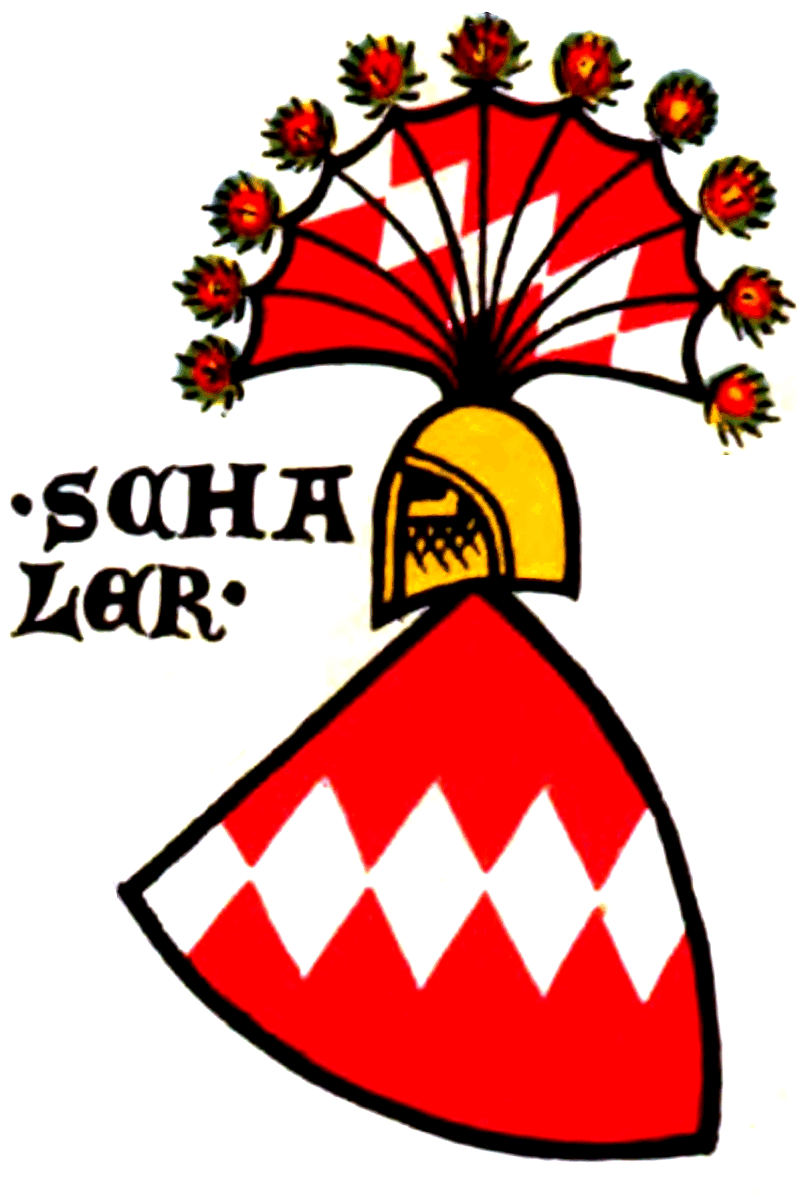
Wappen der Basler Ritter Schaler (Scalarij)

Schaler war eine Ritterfamilie der Stadt Basel des 12.–15. Jahrhunderts, die ihren Namen von ihrem Sässhause zur Leiteren (scalarii) ableitete und erstmals mit Wernherus Scalarius (1194–1227) nachgewiesen ist.

## Geschichte
Seit der Gründung der beiden rivalisierenden Adelsgesellschaften von Basel, den Psittichern und Sternern in der Mitte des 13. Jh. gehörten die Schaler zu den führenden Mitgliedern der Psitticher und standen gemeinsam mit diesen dem Basler Bischof nahe, von dem sie die Reichsvogtei und das Schultheissenamt der Stadt Basel zu Lehen hatten.
Nach der Königswahl Rudolfs I. von Habsburg 1273 stellten sie sich an die Spitze derer, die für die Habsburger Partei ergriffen.
Teile der Familie waren Mitglieder im Deutschen Orden, wie auch im Johanniterorden.

## Besitz
- Freies Eigentum (Allod)[1]
  - Burg Schalberg, Carl Roth (siehe Literaturquellen) vermutet, dass entweder Peter Schaler oder aber sein Sohn Rudolf die Burg im späten 13. Jh. erbaut hat. Der auf Schalberg wohnhafte Zweig der Schaler nannte sich „von Schalberg“.
  - Burg Engenstein, Anfang des 13. Jh. durch die Schaler erbaut
  - Burg Frohberg, Urkundlich wurde die Feste Frohberg im Jahr 1292 mit der Nennung von Konrad I. Schaler „de Vroberg“.
- Lehen (Begriff s. o.)
  - von Österreich
  - Habsburg
  - Thierstein
  - Rappoltstein (in Ammerschweier und Kientzheim)

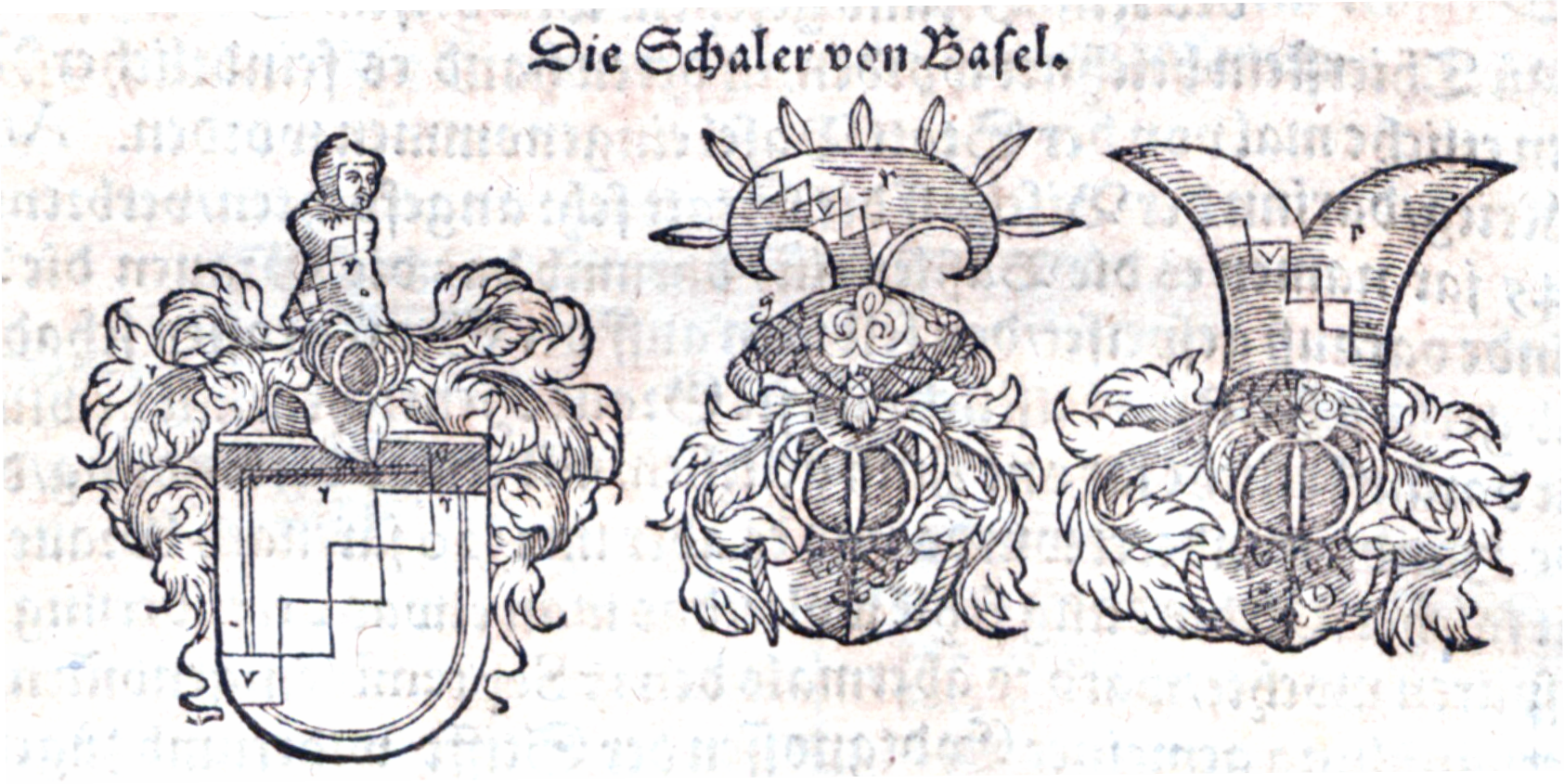
Abgebildet sind drei Variationen von Wappen des Basler Geschlechts der Schaler

  - Bistum Strassburg und Basel
  - Abtei Murbach

## Wappen
Das Wappen leiteten die Scalari von ihrem Namen = Treppe oder Leiter als Redendes Wappen ab. Die wis weken in roten schilten stilisieren hier Stufen.
Schild: In Rot ein weißer Wecken-Schrägbalken. Kleinod: fächerförmiges Schirmbrett mit Schildbild, außen mit Pfauenspiegeln besteckt. Das bischöfliche Wappen zeigt als Kleinod einen wachsenden roten Mönch mit gelbem Stab und gelber Schale.
Verschiedene Helmzierden (Kleinodien), den Siegeln ihrer Träger entnommen und mit einer Beschreibung versehen, sind im Wappenbuch des Aegidius Tschudi aus dem 16. Jahrhundert auf Tafel 543 dargestellt.

## Stammtafel
Nach Walther Merz (Die Burgen des Sisgaus, Band 3, 1911. Stammtafel 12).

### Ahnherr Werner I.
- Werner I. (erw. 1194–1227)
  - Peter I. (erw. 1236–1258), Ritter, Vogt (1241–1253), Schultheiss (1242), Bürgermeister (1255) ⚭ Elisabeth von Olten
→ Nachfahren
  - Otto I. (erw. 1239–1276/1280), Ritter, Schultheiss (1241–1276), Ratsmitglied (1274) ⚭ von Warthen
→ Nachfahren
  - Johannes I. (erw. 1248–1281), Ritter

### Nachfahren Peters I.
- Peter I. (erw. 1236–1258) ⚭ Elisabeth von Olten
  - Peter II. (erw. 1258– vor 1308) ⚭ Elisabeth von Staufen (gest. vor 1307)
    - Peter III. (erw. 1308–1315/1323), Ritter, Schultheiss (1308), Ratsmitglied (1309) ⚭ 1. Ehefrau; ⚭ 2. Nesa von Rotpach (erw. 1357–1383)
      - 1. Kinder
      - 1. Ludeman (erw. 1359–1375) ⚭ Agnes (erw. 1375)
      - 1. Anna (II.) (1377–1428) ⚭ 1. Henman (I.) von Illzach (erw. 1341; gest. 1352); ⚭ 2. Henman III. von Rotberg (erw. 1358–1412)
      - 2.  Ottilia (II.) (erw. 1383; gest. 1408) ⚭ Ital Manesse (erw. 1360–1393)

    - Rudolf (erw. 1297–1349/1348), Ritter, Schultheiss (1325–1248/1349), Herr zu Schalberg ⚭ Jordane (erw. 1335–1348)
      - Peter VI. (erw. 1348–1374/1376), Junker, Ratsmitglied (1358), Bürgermeister (1359) ⚭ 1. Margarita von Biederthan; ⚭ 2. Verena Münch (erw. 1370–1402)
        - 1. Johans IV. (erw. 1378; gef. 1396 Nikopolis),  Ratsmitglied (1383), Ritter (1386) ⚭ Ursula von Efringen (erw. 1397–1416)
        - 1. Conrat V. (erw. 1395–1411/1412) Agnes von Mörsberg (erw. 1412–1419)
          - Peterman VIII. (erw. 1414–1424)
          - Hans Cunrat (erw. 1414–1424), Junker, hat einen Drittel am Kirchensatz zu Witerswiler
          - Claus Ulrich von Benken (erw. 1414–1436), Herr zu Binningen und zu Benken ⚭ Elsa von Uetingen (erw. 1430–1438)

      - Werner V. (erw. 1351– vor 1409), Domherr (1351), Kirchherr Geberschweier (1351), Archidiakon (1368), Bischofelekt (1382–1392), resigniert 1392 zugunsten von Imer von Ramstein und erhält dafür Burg Istein als Pfandlehen
      - Lütold (erw. 1363–1384), Junker und Ritter, mehrmals Ratsmitglied, Bürger von Rheinfelden (1384) ⚭ Verena von Bellikon (erw. 1364–1378)
        - Wernher VI. der Junge (erw. 1378–1410/1412), Domherr
        - Herman (erw. 1378– vor 1453), Junker, Kirchher zu Wittlingen, Herr zu Benken ⚭ Anna von Bellikon
          - Gredlin von Benken (erw. 1438–1471) ⚭ von Leimen
            - Franz (I.) von Leimen (erw. 1448–1506), nach dem Erlöschen des Mannesstammes der Schaler 1453 zusammen mit Mutter und Tante Erbe des bischöflichen Lehens Benken
→ Begründer der Schaler von Leimen
            - Herman (I.) von Leimen (erw. 1489– vor 1505)

          - Verena (VI.) von Benken (erw. 1438–1471)

        - Petermann VII. (erw. 1378; gef. 1396 Nikopolis), Junker ⚭ Enelin (gest. vor 1424)

      - (ev.) Ottman III. (erw. 1359–1373/1374), Ritter, Bürgermeister ⚭ Suse von Flachslanden
        - Verena (IV.) (erw. 1382–1400), Klosterfrau in Olsberg, Äbtissin (1388)
        - Katharina (erw. 1359–1384/1400) ⚭ Johann Puliant von Eptingen (erw. 1356–1399), Bürgermeister
        - Benedicta (erw. 1395–1397/1405) ⚭ Heinrich von Mülnheim-Landsberg (erw. 1366–1434/1437), Ritter
        - Hans V. (erw. 1376–1388), Kirchher

    - Werner III. (erw. 1297–1325), Ritter und Schulheiss (1316) ⚭ Mechthild
    - Peter VI. (erw. 1294–1307), Student in Bologna (1294), Domherr (ab 1305)
    - Heinrich (erw. 1302–1311), Student in Bologna (1302), Domherr (ab 1307)
    - Mechtild (II.) (erw. 1327), Klosterfrau zu Olsberg

  - Otto II. (erw. 1258–1289), Ritter (1264)
  - (ev.) Konrad I. von Benken (erw. 1270; gest. 1316), Ritter, Herr zu Frohberg und Benken, Bürgermeister (1305), Vogt (1310), Schultheiss der Stadt Kleinbasel ⚭ Elisabeth von Rathsamhausen (gest. vor 1318)
    - Wernher IV. von Benken (er. 1319–1363/1367), Ritter, Vogt (1331–1336), Schultheiss zu Mülhausen (1342; 1357), Bürgermeister (1351), Herr zu Benken ⚭ Katharina Münch von Münchenstein (erw. 1319–1367)
      - Haneman III. (gest. vor 1336), Junker

    - Peter V. von Benken (erw. 1324–1361), Ritter, Bürgermeister (1335, 1338, 1355, 1359), Herr zu Benken
      - Konrad IV. (erw. 1338; gest. 1349),  Wartner zu Beromünster (1338), Domherr

    - Konrad III. (erw. 1311; gest. 1367), Domherr (1311), Chorherr Beromünster (1322–1336), Kirchherr zu Hattstatt (1324), Scholaster (1327), Archidiakon (1336), Offizial (1350)

  - (ev.) Werner II. (erw. 1258–1290), Domherr, Kirchher zu St. Martin (1277), Propst zu Saint-Ursanne (1281–1286), Propst zu Lautenbach und Kirchher zu Rothenfluh

### Nachfahren Ottos I.
- Otto I. (erw. 1239–1276/1280) ⚭ von Warthen
  - Mechthild (I.) (erw. 1280 als Witwe)
  - Adelheid (II.) (erw. ab 1280) ⚭ 1. Ehemann (vor 1280); ⚭ 2. Arnold I. von Grünenberg, Freiherr
  - Konrad II. der Rummelher (erw. 1284–1324/1327), Ritter, Bürgermeister (1284; 1300–1301), Vogt (1302) ⚭ Elisabeth von Affoltern (erw. 1299–1301)
    - Elisabeth die Rummelherin (erw. 1307–1359), Klosterfrau zu Olsberg
    - Verena (II.) (erw. 1307– vor 1316) ⚭ Heinrich II. vom Stein (erw. 1284–1325)
    - Haneman II. der Rummelher (erw. 1327–1349) ⚭ Ehefrau Reich von Reichenstein (erw. 1334)
      - Verena (III.) (erw. 1343–1359), Nonne in Olsberg

    - Johanna (erw. 1345) ⚭ Hanman von Hattstatt (erw. 1303–1345), Ritter

  - Anna (I.) (erw. 1288–1289), Klosterfrau zu St. Clara
  - Verena (I.) (erw. 1288–1289), Klosterfrau zu St. Clara

### Nicht sicher einzufügen
Zur Ritterfamilie Schaler gehören weitere Personen, die nicht sicher einzufügen sind:
1. Adelheid (I.)[3] (erw. 1275) & Hartmann II. von Kienberg (erw. 1253–1272/1275)
2. Adelheid (III.) (erw. 1359) ⚭ Ludwig (III.) von Limburg von Bergheim (erw. 1339–1368/1386)
3. Agnes (erw. 1486) ⚭ Erhart Wynsperg, «Doktor der Arzneien»
4. Anna (III.) (erw. 1397–1398) ⚭ 1. Heinrich der Jüngere von Schliengen (gest. vor 1397); ⚭ 2. Hans Ott zu Rhein (erw. 1398)
5. Arnold (erw. 1373– vor 1396), Deutschritter, Komtur zu Beuggen und Basel (1373), Komtur zu Köniz (1377), Landkomtur der Deutschritterballei Elsass und Burgund (1382)
6. Berhte (erw. 1294), Besitzerin eines Hauses in Strassburg Das Wappen des Johannes (Hans) Schaler unter den Gefallenen bei Sempach nach Oskar Göschen (alias Pusikan)

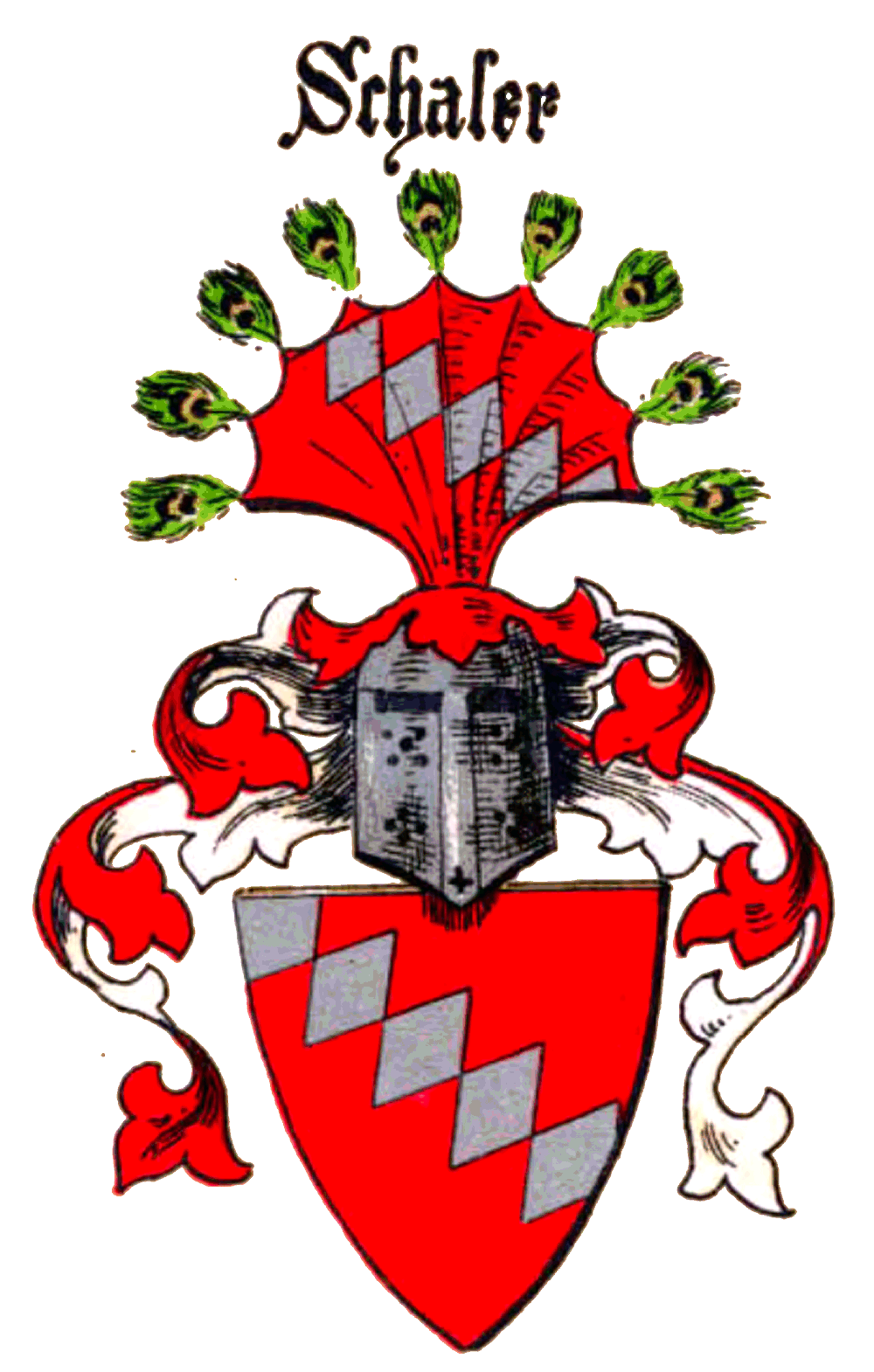
Das Wappen des Johannes (Hans) Schaler unter den Gefallenen bei Sempach nach Oskar Göschen (alias Pusikan)

7. Brida (erw. 1493) ⚭ Hans Zielemp (erw. 1478–1487), Junker, Basler Bürger
8. Burkard von Lützel (erw. 1260) ⚭ Susanna von Masmünster
9. Clara, aus Basel, genannt «Scholerin» zum 22. Juli im Liber donationum des Frauenwerks in Strassburg
10. Conrat (VI.) (erw. 1413–1420), Johanniter, Komtur zu Münchenbuchsee (1413–1420) und zu Reiden
11. Elisabeth (erw. 1384–1388), Priorin im Dominikanerinnenkloster Klingental
12. Greda (erw. 1397), genannt «Schalerin»
13. Johannes (gef. 1386 Sempach), Ritter
14. Konrad (erw. 1274–1277), besitzt Güter in Muttenz, gehört wohl zum Bürgergeschlecht der Stadt Basel und nicht zur Ritterfamilie
15. Ottilia (I.) (erw. 1340)
16. Ottman (IV.) (erw. 1405),  Benediktiner, Dekan zu Murbach
17. Sophia (erw. 1277) ⚭ Heinrich von Wangen (gest. vor 1277)
18. Ursula (I.) (erw. 1416)
19. Ursula (II.) (erw. 1444) ⚭ Bernhard von Laufen (erw. 1444; gest. 1489), Junker
20. Verena (V.) (erw. 1400), Nonne im Dominikanerinnenkloster Klingental

#### Vater genannt Flache und Sohn Peter Schaler
- genannt «Flache» (gest. vor 1323), Ritter von Basel
  - Peter (erw. 1323), Ritter

#### Wernher Schaler und seine Muhme Elsin Schaler
- Elsin (gest. vor 1348) ⚭ Hans von Löwenberg (gest. vor 1348)
- eine Schalerin ⚭ ein Schaler
  - Wernher (erw. 1348), Erbe von Lehen zu Altenpfirt von seiner Muhme (= Mutterschwester) Elsin und von deren Ehemann Hans von Löwenberg

### Schaler von Leimen
Die «Schaler von Leimen» sind Nachfahren mütterlicherseits der Basler Ritterfamilie Schaler und erben deren bischöfliches Lehen Benken.
- Franz (I.) von Leimen (erw. 1448–506), Herr zu Benken, Vogt von Waldenburg (1483–1502) ⚭ Katharina von Ostheim (erw. 1495)
  - Thoman Schaler (erw. 1513–1547/1553), Vogt von Waldenburg (1519; 1546), Vogt von Pfeffingen (1522; 1546), Herr zu Sternenberg (1529) ⚭ 1. Katharina Sürlin (erw. 1519–1526/1530); ⚭ 2. Anna Offenburg (erw. 1530– vor 1560)
    - 2. Franz (II.) Schaler (erw. 1558; gef. 1569 Moncontour)
    - 2. Barbel (erw. 1558–1560) ⚭ Jakob Gut

  - Herman (II.) (gest. 1493) ⚭ Lutgard von Ow
  - Elisabeth Schalerin (erw. 1526; gest. 1585) ⚭ 1. Daniel Kempf von Angrett (erw. 1526–1529); ⚭ 2. Jakob Iselin (geb. 1512; gest. 1587)
  - Verena ⚭ Hans Rudolf Schedler von Steinach
  - Barbara ⚭ Lorenz Zoldner (erw. 1515)

Nicht sicher einzufügen: Elsa Schaler von Leimen (erw. 1453–1474/1475) ⚭ 1. Andres Sürlin (erw. 1453– vor 1461); ⚭ 2. Hans Schlierbach (erw. 1461; gest. 1494).